# Valentina (telenovela)
Valentina é uma telenovela mexicana produzida por José Alberto Castro para a Televisa e exibida pelo Canal de las Estrellas entre 21 de junho de 1993 e 28 de janeiro de 1994, substituindo Capricho e sendo substituída por Marimar. Tal como algumas telenovelas, Valentina foi dividida em duas partes, mas diferentemente das demais, a outra parte de início não fora planejada. Na segunda fase foi usado o argumento de La Galleguita, original de Inés Rodena.
A primeira fase foi protagonizada por Verónica Castro e Juan Ferrara, com atuação antagônica de Blanca Guerra e Mayra Rojas. Porém, devido aos baixos números de audiência e a mando do diretor executivo do núcleo de telenovelas da Televisa, Valentín Pimstein, a novela foi totalmente mudada e praticamente mais da metade do elenco acabou sendo cortada. Já a segunda fase Verónica Castro continuou como protagonista, junto com Rafael Rojas e Mayra Rojas continuou como antagonista junto a Diana Golden e Hugo Acosta.

## Enredo
Valentina Isabel Montero é uma jovem entusiasta que, depois de se formar em Hotelaria na capital mexicana, encontra trabalho na Isla Escondida, onde nasceu. Empreendedora como poucas outras, ela está disposta a realizar seus sonhos, mas o destino não lhe facilitará as coisas. Neste lugar paradisíaco reside Fernando Alcántara, um homem rico e culto casado com Leticia, que o trai com seu melhor amigo. Sua vida toma um rumo radical porque, depois de sofrer um ataque, perde a memória, circunstância que aproveita a ambiciosa Déborah Andrade para lidar com ela ao seu capricho.
Valentina e Fernando se encontram fortuitamente e se sentem atraídos, mas ela percebe um ar de mistério nele que desconcerta e até mesmo a assusta. Além disso, ela está animada com um homem romântico e tranquilo chamado Maurice, que a quer. Para piorar as coisas, é evidente que Deborah não tenciona ficar parada a ver Alcántara ir embora. A única pessoa que percebe o mal de Andrade é Toñito, um órfão que sonha com Fernando e Valentina como seus pais. No entanto, ele não sabe o que fazer para desmascarar a mulher que tem um aliado temível: Victor Luján.
Mesmo assim, o casal chega ao altar para selar seu amor, mas novamente a tragédia paira sobre eles. Valentina de los Ángeles, sua gêmea, chega.

## Elenco

### Primeira fase
- Verónica Castro - Valentina Isabel Montero
- Juan Ferrara - Fernando Alcántara
- Blanca Guerra - Débora Andrade
- Hugo Acosta - Félix
- Guillermo García Cantú - Víctor Luján
- Raúl Meraz - Don Rogelio Montero
- Aurora Molina - Prudencia
- Celia Cruz - Lecumé
- Zaide Silvia Gutiérrez - Rafaela
- Mario Iván Martínez - Maurice Taylor
- Rafael Sánchez Navarro - Renato Saldívar
- Dobrina Cristeva - Leticia de Alcántara/Ana María Miranda
- Andrea Legarreta - Constanza "Connie" Basurto
- Mercedes Molto - Luisita Basurto
- Daniel Edid Bracamontes - Toñito
- Lily Blanco - Julia
- Alejandro Ruiz - Pablo Martínez
- Tatiana - Leonor
- Juan Carlos Bonet - Osvaldo
- Manola Saavedra - Doña Irene
- Javier Gómez - Willy
- Aracely - Estela Montero
- Gloria Izaguirre - Rosita
- Angelita Castany - Bárbara
- Pedro Altamirano - Gerardo Antúnez
- Darío T. Pie - Bobby
- Claudio Brook - Alfred Van Dutren
- Eduardo Liñán - Sargento Mijares
- Ofelia Guilmáin - Doña Federica Alcántara
- Joaquín Garrido - Enrique
- Gerardo Franco - Luciano
- Maricruz Nájera - Gloria Luque
- Josefina Echánove - Evangelina
- Dalilah Polanco - Consuelito
- Margarita Isabel - Martha Villalón
- María Moret - Dra. Diana
- Martha Mariana Castro - Marieta
- Vanessa Angers - Lourdes
- Lucero Reynoso - Carmen
- Cecilia Romo - Madre Eugenia
- José Luis González y Carrasco - Dr. Ramírez
- Helio Castillos - Miguel
- Germán Blando - Beltrán
- Sergio Jiménez - Jacinto "El Bokor"

### Segunda fase
- Verónica Castro - Valentina de los Ángeles "Angelita" Pérez
- Rafael Rojas - Julio Carmona
- Hugo Acosta - José Manuel Corrales
- Mayra Rojas - Rebeca
- Diana Golden - Daniela Valdepeñas de Corrales
- Arturo García Tenorio - Arnulfo Chaparra
- Lucila Mariscal - Amada Paniagua "La Desvielada"
- Yolanda Mérida - Amparo de Pérez
- Manuel "Flaco" Ibañez - Rigoberto "Rigo" Pérez
- Meche Barba - Eloína
- Enrique Novi - Enrique
- David Ostrosky - Diego
- Norma Lazareno - Alicia de Valdepeñas
- Juan Peláez - Ernesto Valdepeñas
- Yolanda Ciani - Lucrecia de Carmona
- Luis Couturier - Conrado Carmona
- Alicia Montoya - Berta
- Tatiana - Leonor
- Laura Forastieri - Raquel Rivera
- Raúl Meraz - Don Rogelio Montero
- Aurora Molina - Prudencia
- Luis Javier Posada - Jorge
- Daniel Edid Bracamontes - Toñito

## Prêmios e indicações

### Prêmios TVyNovelas 1994
| Categoria                | Persona        | Resultado |
| ------------------------ | -------------- | --------- |
| Melhor ator protagonista | Juan Ferrara   | Indicado  |
| Melhor atriz principal   | Alicia Montoya | Indicado  |